# Titaea avangareza
Titaea avangareza är en fjärilsart som beskrevs av William Schaus 1932. Titaea avangareza ingår i släktet Titaea och familjen påfågelsspinnare. Inga underarter finns listade i Catalogue of Life.